# Balbura fasciata
Balbura fasciata är en fjärilsart som beskrevs av William Schaus 1911. Balbura fasciata ingår i släktet Balbura och familjen björnspinnare. Inga underarter finns listade i Catalogue of Life.